# 詹岳霖
詹岳霖（1967年—），台灣企業家，曾任泰山企業董事長。

## 生平
詹岳霖父親為詹仁道，泰山企業家族第二代領導者。為家中長子，在家中排行第六，其上有五位姐姐。
小學畢業後，詹岳霖赴美國讀書。大學就讀加州大學洛杉磯分校生化系。1990年，取得杜蘭大學EMBA學位。畢業後，至日本工作兩年。1992年，回國進入泰山企業。逐步晉升成為總經理。
2007年，成為泰山企業董事長。
2016年，由於泰山企業中國大陸事業部門連續六年虧損，詹家爆發內訌，詹岳霖請辭董事長一職後暫告結束。